# Ristretto (satellite)
Pour les articles homonymes, voir Ristretto.
 (avril 2023).
Ristretto (Réseau International de Satellites de sysTèmes oRbitaux ETudiants basés sur une Technique de développement en Open source) est un nano-satellite (30 kg, 30 cm, 30 W) à sources ouvertes et sous licence libre, fédéré par le Centre national d'études spatiales (CNES) et à destination d'étudiants en science français et internationaux.
Il s'inscrit avec le projet ROBUSTA dans le cadre du programme Expresso (EXpérimentations et PRojets Etudiants dans le domaine des SystèmeS Orbitaux et des ballons), lancé par le CNES en 2006.
Caractéristiques principales :
- Un ensemble panneaux solaires orientables.
- Un stabilisateur 3 axes.
- Un bus qui serait commun à un ensemble de satellites.
- Durée de vie d'un an.
- Un système de propulsion à base de butane liquéfié pour la désorbitation en fin de vie.
- Vol au niveau de l'orbite de transfert géostationnaire